# Blexbolex
 (décembre 2018).
Blexbolex, pseudonyme de Bernard Granger, né à Douai en 1966, est un sérigraphe, illustrateur et auteur de bande dessinée français.

## Biographie
Entré en 1984 à l'école des beaux-arts d'Angoulême, en section peinture avec l'intention de devenir peintre, Blexbolex en sort six ans plus tard sérigraphe. Ses premières productions sont auto-éditées dans les années 1990. Leur graphisme expressionniste rappelle l'influence de Gary Panter, David Sandlin (en) et Philip Guston[réf. souhaitée]. Il participe à Popo Color, Fusée, Ferraille ou encore Comix 2000.
Son esthétique évolue au cours des années 2000. Son style rappelle les polars des années 1950-1960, avec un graphisme et un chromatisme très marqué évoquant la technique du pochoir[réf. souhaitée].
Il vit en Allemagne où il dirige un atelier d'art à l'université de Berlin-Weissensee (de). Il travaille régulièrement avec plusieurs éditeurs, dont Albin Michel Jeunesse, Thierry Magnier, Pipifax, United Dead Artists, Les Requins-Marteaux, en France et en Allemagne.
Son travail se partage entre bande dessinée et album, entre image et texte, entre livre et revues.
En dehors de sa production personnelle, il collabore avec l'éditeur Cornélius.
En 2009, il reçoit « Le prix du plus beau livre du monde » (« The best bookdesign from all over the world ») à la foire du livre de Leipzig pour son Imagier des gens (Albin Michel Jeunesse). L'Imagier des gens, Saisons et Romance composent un triptyque consacré à l'imagier.
En 2017, son ouvrage jeunesse Nos vacances reçoit la Pépite d’or (ex-Prix Baobab) décernée par un jury professionnel au Salon du livre et de la presse jeunesse de Montreuil.

## Publications

### Albums et ouvrages pour la jeunesse
- Les Souvenirs d'Elmir Grömek et de son chien Pikü : Rogaton Man, texte Frau Mental (pseudonyme de Jean-Luc Fromental), Seuil jeunesse, 2001 ;
- L'Affaire Noël, texte de Gérard Moncomble, Nathan jeunesse, 2003 ;
- Bim de la jungle, éditions Thierry Magnier, Collection « Tête de lard », 2004 ;
- Petites et Grandes Fables de Sophios texte de Michel Piquemal, éditions Albin Michel jeunesse, 2004 ;
- Les Petites Malices de Nasreddine, texte de Jihad Darwiche, éditions Albin Michel jeunesse, 2005 ;
- La Longue-vue, éditions Thierry Magnier, Collection « Petite poche BD », 2005 ;
- De vert de rage à rose bonbon : toutes les couleurs de notre langue, texte d'Annie Mollard-Desfour et Bénédicte Rivière, illustrations de Blexbolex. Albin Michel jeunesse, Collection « Humour en mots », 2006 ;
- L'Oncle américain d'Achille Pellison, texte de Didier Lévy, lus par Caroline Ducey, illustrations de Blexbolex, Collection « Histoires à lire et à écouter », Benjamin, 3, Oskar jeunesse, 2006 ;
- Peindre, éditions Thierry Magnier, Collection « Petite poche BD », 2006 ;
- Mon ami triangle, Albin Michel jeunesse (Livres de bain), 2007 ;
- Mon ami rond, Albin Michel jeunesse (Livres de bain), 2007 ;
- L'Imagier des gens, Albin Michel Jeunesse, 2008 ;
- C'est trop beau, texte de Fabienne Brugère, Gallimard jeunesse, coll. Chouette ! Penser, 2008 ;
- D, L'édune, 2009 ;
- Saisons, Albin Michel Jeunesse, 2009 ;
- Romance, Albin Michel Jeunesse, 2013 ;
- Nos vacances, Albin Michel Jeunesse, 2017 ;
- Maître chat, Trapèze / Albin Michel Jeunesse, 2018.
- Les Magiciens, éditions La Partie, 2022  (ISBN 9782492768163)

### Récits graphiques et autres ouvrages
- Cahier de Jef, auto-édité, 1992. Livre en sérigraphie et xérographie, 35 exemplaires.
- The Woodaddict, auto-édité, 1992. Livre en sérigraphie, 50 exemplaires.
- Ourgh ! auto-édité, 1993. Livre au pochoir ou à la main ; reliure visse et écrou, 24 exemplaires.
- Legs Box, auto-édité, 1993. Livre en sérigraphie et xérographie, 50 exemplaires.
- Losts Tigers Are Falling Appart, auto-édité, 1993. Livre en sérigraphie et xérographie, 50 exemplaires.
- Super Shitty Book ou Revenge, Hanga Roa, collection Microbe, 1994. Livre en sérigraphie et xérographie, 60 exemplaires numérotés et signés.
- Ubu-Ru n° 1 à 5, Le Dernier Cri, collection Corps Étrangers, 1994. Livre en sérigraphie. Coffret à 15 exemplaires, tirage courant à 150 exemplaires.
- OXO, Le Dernier Cri, 1995. Livre en sérigraphie, 100 exemplaires.
- Steaknife n° 1 à 3 . Editions Chacal Puant, 1996.
- Wimpy n°1 à 3, auto-édité, 1998. Livres en sérigraphie.
- Mr Code, CBO, 1999. Livre en sérigraphie, 140 exemplaires numérotés et signés.
- Disaster boy, Le Dernier Cri, Collection Bikro, 1999. Offset, 450 exemplaires.
- Trois drames burlesques, Melter Campion ; illustration Guillaume Dégé et Blexbolex- Marseille : Les éditions du Cardinal, 1999.
- Who's who, CBO, 2000. Livre en sérigraphie, 140 exemplaires.
- Bad boy boogie, Paris, Vermine, 2000. Offset, 500 exemplaires dont 30 avec couverture en sérigraphie numérotés et signés.
- L'Enclos, Cornélius, Collection « Louise » n° 3, 2001, offset.
- Instant crap #1, CBO, 2003. Livre en sérigraphie, 150 exemplaires numérotés et signés.
- Instant crap #2, CBO, 2004. Livre en sérigraphie, 150 exemplaires numérotés et signés.
- Instant crap #3, CBO, 2005. Livre en sérigraphie, 150 exemplaires numérotés et signés.
- Dats Fun, Éditions Le 9e Monde, 2006. Livre en sérigraphie, 120 exemplaires numérotés et signés.
- L'Œil privé, Albi : Les Requins Marteaux Collection « Inox », 2006, offset.
- Destination Abecederia. Les Requins Marteaux, 2008, offset (republié par Nobrow)
- Crimechien, Pipifax, 2008. Livre en sérigraphie, quelques exemplaires.
- Il a participé au tome 7 (2008) des albums collectifs « Kramers Ergot ».
- Rock Strips, collectif, 5 pages inspirées par Little Richard, Flammarion, 2009.
- La Fêlure, Ouvroir Humoir, 2009, 24 pl.  (ISBN 978-2-913063-36-5). Livre en sérigraphie, 1000 exemplaires.
- Reborn again, United Dead Faces Artists, 2010, offset.
- Next to come, Die Tolle Galerie München, 2010. Leporello, 100 exemplaires numérotés et signés.
- Dog Crime, Nobrow, 2011, d'après Crimechien édité en 2008 chez Pipifax, offset, 2000 exemplaires.
- Hors-zone, collection « Pierre », éd. Cornélius, 2011
- Crimechien, nouvelle édition, collection « Pierre », 2011
- La Fleur Oracle. Orbis Pictus Club, 2012. Livre en sérigraphie, numéroté et signé.
- L’Arrière-Pays, Orbis Pictus Club, 2012. 250 exemplaires sérigraphiés numérotés et signés + 25 e.a.
- Lettre de l’Arrière-Pays, Orbis Pictus Club, 2018. 250 exemplaires sérigraphiés numérotés et signés

## Prix et distinctions
- 2007 : Sélection Officielle, Festival d'Angoulême 2007 pour L'Œil privé
- 2011 :  Pinceau d'argent (nl) pour Saisons
- 2011 :  Pinceau d'or (nl)  pour Saisons
- 2013 : Sélection Officielle, Festival d'Angoulême 2013 pour Hors-zone
- 2017 : Pépite d’or[5] (ex-Prix Baobab) du Salon du livre de jeunesse de Montreuil pour Nos vacances